# Marian Dzierzbicki

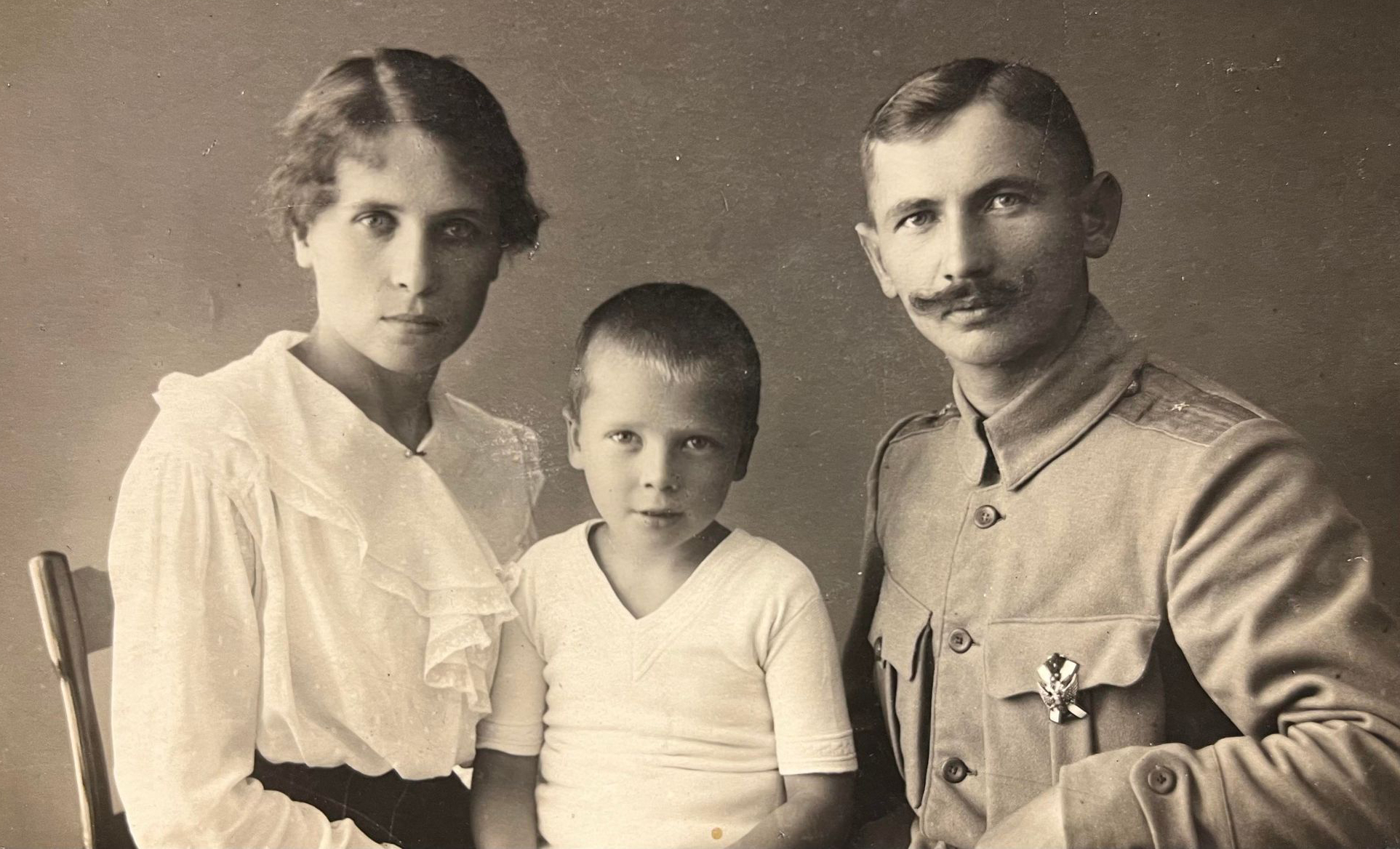
Marian Dzierzbicki (chorąży armii carskiej) z żoną Barbarą i synem Leszkiem.

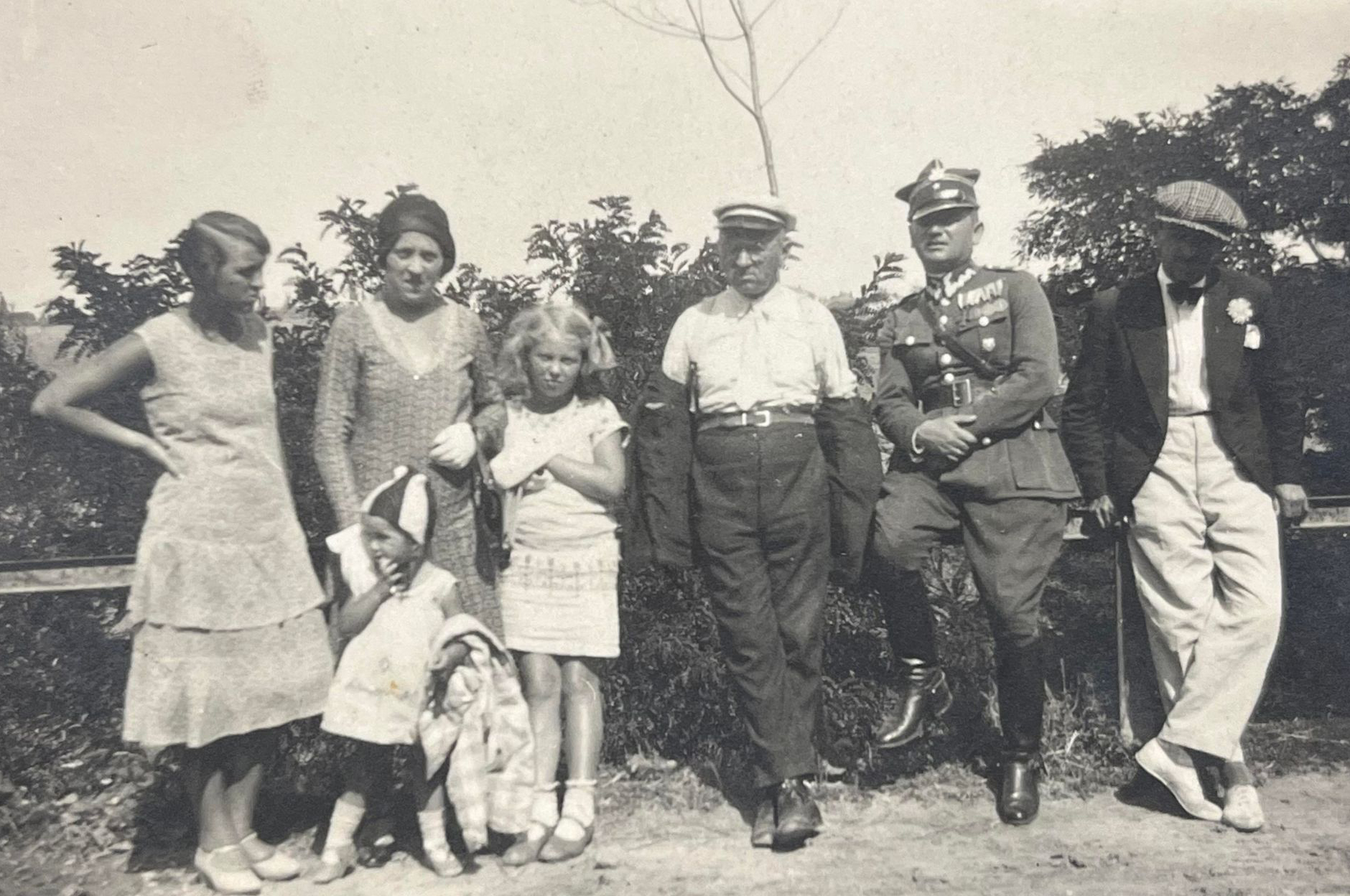
Major Wojska Polskiego Marian Dzierzbicki - drugi od prawej.

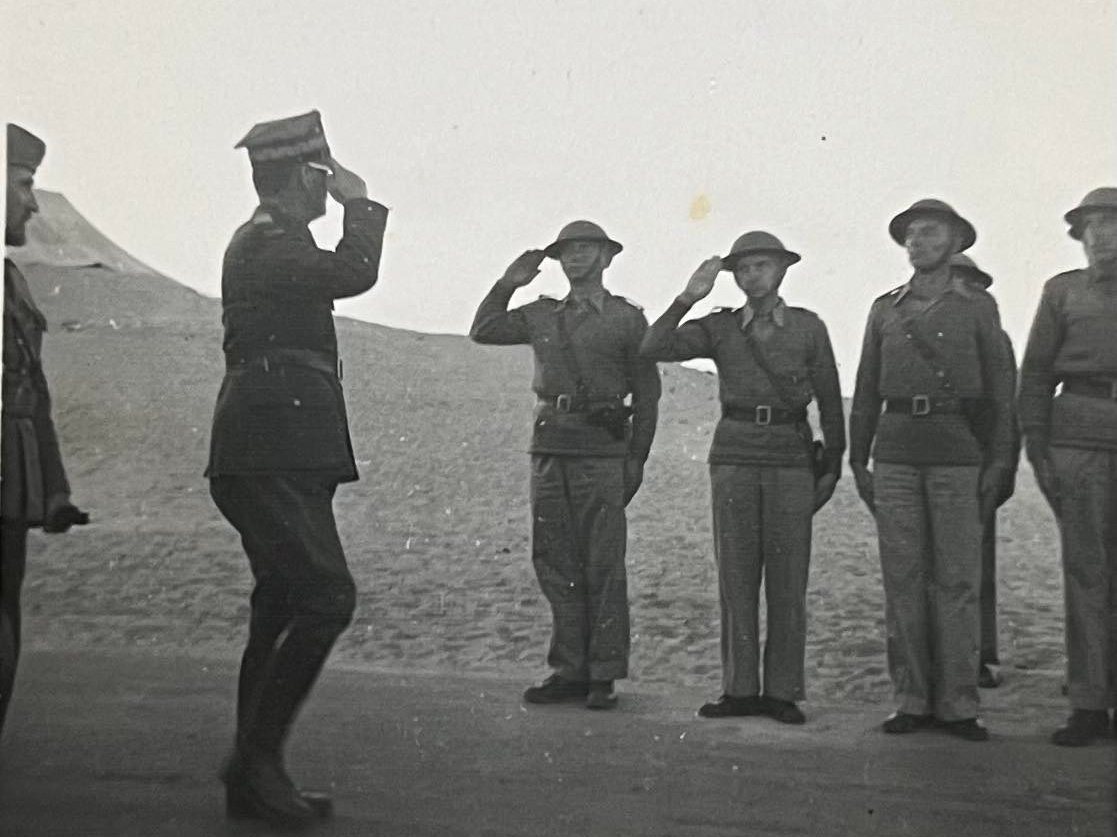
Mjr Dzierzbicki (czwarty z prawej) salutuje gen. Władysława Sikorskiego podczas jego inspekcji na Bliskim Wschodzie.

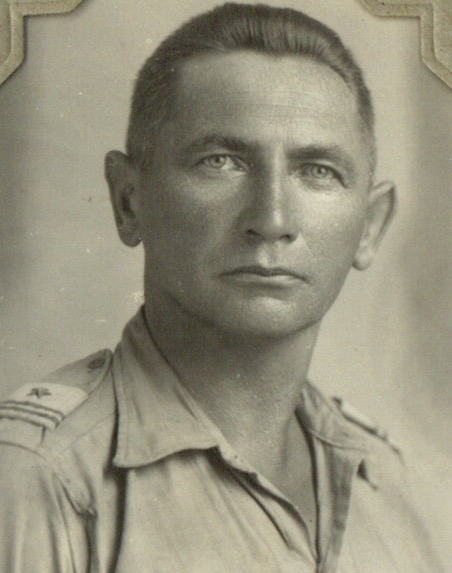
Marian Dzierzbicki jako major Polskich Sił Zbrojnych.

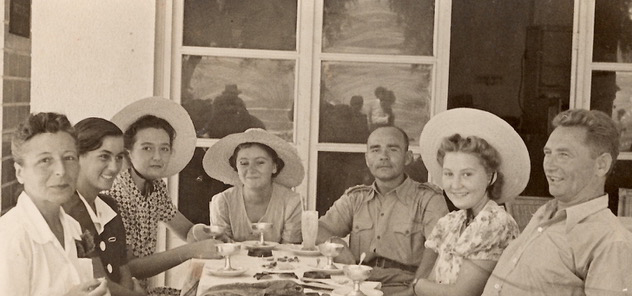
Marian Dzierzbicki (pierwszy z prawej) w Tel Avivie - rok 1942.

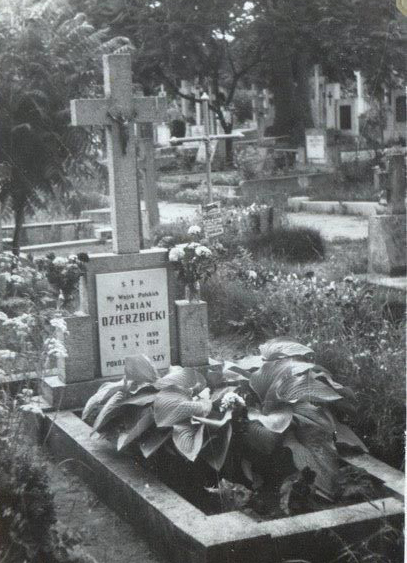
Nieistniejący już grób mjr. Mariana Dzierzbickiego na starym cmentarzu parafii św. Marcina w Gostyninie.

Marian Dzierzbicki herbu Topór (ur. 20 maja 1890 w Krośniewicach, zm. 9 października 1962 w Gostyninie) – uczestnik wojny polsko-bolszewickiej, obrońca Włocławka w 1920 roku, major piechoty Wojska Polskiego i Polskich Sił Zbrojnych.

## Młodość i I wojna światowa
Urodził się w Krośniewicach jako syn Karola (lekarza) i Wandy z Wołyńskich. W czasie I wojny światowej został wcielony do armii rosyjskiej. W stopniu szeregowego pełnił służbę w 83 Samurskim Pułku Piechoty, został ranny w trakcie walk. Ewakuowany do szpitala w Jurjewcu w pobliżu wsi Rodniki (w guberni Kostromskiej). Po wyleczeniu skierowany do 2. Kijowskiej Mikołajewskiej Szkoły Wojskowej, którą ukończył w 1916 roku otrzymując rangę praporszczyka (chorążego). W dniu 1 czerwca 1916 został skierowany do Piechoty Armii. Następnie wstąpił do II Korpusu Polskiego w Rosji, w którym otrzymał przydział do Legii Oficerskiej. W jej szeregach, w stopniu chorążego, wziął udział w bitwie pod Kaniowem, która stoczona została 11 maja 1918. Za wykazane podczas tej bitwy męstwo odznaczony został w późniejszym okresie, na wniosek złożony przez gen. Józefa Hallera, Krzyżem Walecznych.

## Służba w Wojsku Polskim
Jako oficer byłej armii rosyjskiej został przyjęty do Wojska Polskiego dekretem Naczelnego Wodza Wojsk Polskich z 8 grudnia 1918 (Dziennik Rozkazów Wojskowych Nr 13 z 23 grudnia 1918). Mocą rozkazu Szefa Sztabu Generalnego (gen. dyw. Stanisława Szeptyckiego) z dnia 8 grudnia 1918 otrzymał przydział, w randze podporucznika, do Włocławskiego Okręgowego Pułku Piechoty. Uczestnik wojny polsko-bolszewickiej – w sierpniu 1920 jako porucznik batalionu zapasowego 14 pułku piechoty bronił Włocławka przed bolszewikami. W dniu 16 sierpnia 1920 z karabinem maszynowym zajął stanowisko ogniowe w budynku przy ulicy Gdańskiej 12, z którego ostrzeliwał most i przeciwległy brzeg Wisły. W czasie obrony Włocławka był oficerem do szczególnych zleceń dowódcy obrony miasta – płk. Wojciecha Gromczyńskiego. Za męstwo wykazane podczas tych zmagań został przedstawiony przez pułkownika Gromczyńskiego do odznaczenia orderem Virtuti Militari. Dekretem Naczelnego Wodza z dnia 25 listopada 1920 został zatwierdzony z dniem 1 kwietnia 1920 w stopniu porucznika w piechocie.  
Na dzień 1 czerwca 1921 w stopniu porucznika pełnił służbę w 14 pułku piechoty z Włocławka i przydzielony był do komendy Placu Włocławek. We włocławskim pułku pełnił służbę do II połowy 1928 roku, dowodząc w tym czasie kompanią i batalionem. Od grudnia 1921 do września 1923 działał w harcerstwie (był między innymi kierownikiem działu sportowo-wojskowego Włocławskiej Komendy Okręgu Harcerstwa Polskiego oraz zastępcą sekretarza generalnego Koła Przyjaciół Harcerstwa we Włocławku) oraz w strukturach Przysposobienia Wojskowego i Wychowania Fizycznego (jako oficer instruktażowy PW i WF przydzielony do PKU Włocławek). Decyzją Naczelnika Państwa i Wodza Naczelnego z 12 grudnia 1921 zezwolono Marianowi Dzierzbickiemu na przyjęcie i noszenie Medalu Zwycięstwa („Médaille Interalliée”). W dniu 3 maja 1922 dekretem Józefa Piłsudskiego został zweryfikowany w stopniu kapitana piechoty, ze starszeństwem od dnia 1 czerwca 1919 i 761. lokatą. We wrześniu 1923 wycofał się z działalności w referacie PW i WF. W roku 1923 zajmował już 682. lokatę wśród kapitanów piechoty i wykazywany był jako kawaler Krzyża Walecznych (Nr 39408). Rok później zajmował 281. lokatę wśród kapitanów piechoty.
W początkach 1925 roku został wyznaczony do złożenia egzaminu sprawdzającego na kurs wspólny w Doświadczalnym Centrum Wyszkolenia przed awansem na majora. Egzamin wyznaczony został na dzień 16 lutego 1925 przy Dowództwie Okręgu Korpusu Nr VIII.
Z dniem 22 czerwca 1925 został członkiem Zarządu Oddziału ZHP we Włocławku), natomiast w II połowie 1927 wszedł jako członek w skład Miejskiego Komitetu Wychowania Fizycznego i Przysposobienia Wojskowego we Włocławku, funkcjonującego przy Starostwie Powiatowym). W sporządzonym na przełomie lat 1926/1927 przez Szefa Departamentu Piechoty Ministerstwa Spraw Wojskowych (płk. Szt. Gen. Józefa Zamorskiego) „Wykazie imiennym poruczników i kapitanów – dowódców kompanii i baonów na froncie" - zaliczono kpt. Dzierzbickiemu 1 miesiąc i 25 dni dowodzenia kompanią, przy czym za czas dowodzenia oddziałami bojowymi na froncie przyjęto okres od dnia 1 czerwca 1919 do dnia 1 marca 1921.
Zarządzeniem Prezydenta Rzeczypospolitej z dnia 18 lutego 1928 został awansowany do stopnia majora, w korpusie oficerów piechoty, ze starszeństwem od dnia 1 stycznia 1928 i 14. lokatą. Podczas inspekcji 14 pułku piechoty przeprowadzonej przez gen. dyw. Władysława Junga oceniony został (opinia z 22 marca 1928) jako taktycznie dobry. Rekomendowany był wówczas do objęcia dowództwa batalionu w 63 pułku piechoty (w 14 pp pozostawał na ten czas bez przydziału). 26 kwietnia 1928 ogłoszono wyznaczenie mjr. Mariana Dzierzbickiego na stanowisko dowódcy II batalionu 14 pułku piechoty. W dniu 30 czerwca 1928 gen. dyw. Władysław Jung ocenił mjr. Dzierzbickiego jako „pod każdym względem bardzo dobrego dowódcę batalionu".
Zarządzeniem Ministra Spraw Wojskowych, marszałka Józefa Piłsudskiego, został przeniesiony w korpusie oficerów piechoty z 14 pułku piechoty na stanowisko zastępcy dowódcy Batalionu Podchorążych Rezerwy Piechoty Nr 10a (w tym samym czasie na stanowisko dowódcy tegoż batalionu został wyznaczony mjr Jan III Szewczyk, przeniesiony z 13 pułku piechoty). W roku 1930 zajmował już 12. lokatę wśród majorów piechoty ze swego starszeństwa (była to 391. lokata łączna) i nadal pełnił służbę w Batalionie Podchorążych Rezerwy Piechoty Nr 10a w Nisku.
W dniu 26 marca 1931 ogłoszono jego przeniesienie, w korpusie oficerów piechoty, z Baonu Podchorążych Rezerwy Piechoty Nr 10a do 39 pułku piechoty, na stanowisko dowódcy batalionu. W tym też miesiącu objął wyznaczone stanowisko. W okresie od 27 marca 1931 do 9 kwietnia 1931 przebywał na dwutygodniowym urlopie przeniesieniowym. W 39 pp z Jarosławia dowodził II batalionem i batalionem młodszego rocznika. W roku 1932 zajmował 11. lokatę wśród majorów piechoty w swoim starszeństwie. Z dniem 1 stycznia 1933 mjr Dzierzbicki został członkiem zarządu Koła Przyjaciół Harcerstwa w Jarosławiu. W dniu 25 lutego 1933 znalazł się w składzie komisji egzaminacyjnej I dywizyjnego kursu instruktorskiego dla podoficerów nadterminowych 24 Dywizji Piechoty, zorganizowanego przy 39 pułku piechoty. Na dzień 1 lipca 1933 zajmował 10. lokatę wśród majorów piechoty ze swojego starszeństwa (była to jednocześnie 251. lokata łączna). Zarządzeniem Prezydenta Rzeczypospolitej Ignacego Mościckiego z dnia 13 września 1933, za pracę w dziele odzyskania niepodległości, nadano mjr. Dzierzbickiemu Medal Niepodległości. Na dzień 5 czerwca 1935 zajmował 9. lokatę wśród majorów piechoty ze swojego starszeństwa (174. lokatę łączną) i nadal pełnił służbę w 39 pułku piechoty. W  dniu 10 stycznia 1936 wziął udział w ćwiczeniu aplikacyjnym dla oficerów sztabowych, kapitanów po kursie dokształcającym w Centrum Wyszkolenia Piechoty i poruczników – dowódców oddziałów specjalnych (ćwiczenie odbyło się w kasynie oficerskim 39 pp w Jarosławiu). W październiku 1937 został mianowany oficerem PW Obwodu 39 pp (Rozkaz Pers. M.S.Wojsk. L. dz. 1922/Tjn.II-3 z dnia 4 października 1938). W dniu 28 lutego 1938, jako komendant obwodowy PW przy 39 pp, złożył meldunek sytuacyjny omawiający działalność Stronnictwa Ludowego i „Wici" w powiatach: Jarosław, Lubaczów i Przeworsk . W czerwcu 1938 rozkazem dowódcy Okręgu Korpusu Nr X został skierowany na 12-tygodniowy urlop w okresie od 8 czerwca 1938 do 31 sierpnia 1938. Po powrocie z urlopu został przeniesiony w stan spoczynku. Pozostając w stanie spoczynku znajdował się na ewidencji PKU Jarosław i należał do Oficerskiej Kadry Okręgowej Nr X. Mieszkał wówczas z rodziną w Jarosławiu.

## II wojna światowa
Po ogłoszeniu mobilizacji został powołany do służby czynnej rozkazem Dowódcy OK Nr X z 28 sierpnia 1939. Stawił się w dniu 1 września 1939 z przydziałem na stanowisko komendanta 96 Obwodu PW w Samborze (przy 6 pspodh.) i otrzymał zadanie ochrony rafinerii ropy naftowej w Drohobyczu. Po zbombardowaniu rafinerii w dniu 10 września 1939 przez Niemców, major Dzierzbicki przedostał się na Węgry i tam został internowany. Przetrzymywany był w obozach Dömös i Ipolyszalka (obecnie wieś Salka na Słowacji). Po sierpniu 1940 ewakuowany na Cypr – przebywał w hotelu Forest Park w miejscowości Platres. Następnie na Bliskim Wschodzie, gdzie pod koniec 1941 dowodził kompanią garnizonową w Ośrodku Zapasowym Wojska Polskiego na Środkowym Wschodzie, stacjonującą w Sidi Bishr koło Aleksandrii (Egipt). W dniu 24 kwietnia 1942 śmiercią lotnika poległ jego syn Leszek - pilot 304 Dywizjonu Bombowego. W późniejszym okresie mjr Dzierzbicki przebywał na terytorium Palestyny. W czerwcu 1942 na Bliskim Wschodzie połączył się z żoną i córkami, zesłanymi w styczniu 1940 na Syberię i zwolnionymi po zawarciu układu Sikorski-Majski.

## Losy powojenne
W lipcu 1947 został wraz z rodziną ewakuowany z Bliskiego Wschodu do Anglii – popłynęli statkiem z Port Saidu do Liverpoolu. Osiedlili się w Anglii i zamieszkali w Londynie, gdzie w 1954 zmarła jego żona. Dnia 16 kwietnia 1959 wypłynął z Southampton na statku „Queen Mary" i przybył do Nowego Jorku. Mieszkał w Lennon w stanie Michigan (hrabstwo Genesee). Zmarł tragicznie w Gostyninie w dniu 9 października 1962 podczas swego przyjazdu do Polski. Pogrzeb odbył się 12 października 1962. Major Marian Dzierzbicki spoczął na starym cmentarzu parafii św. Marcina w Gostyninie (sektor: B6, rząd: 5, grób: 4). Jego grób zlikwidowano pod koniec drugiej dekady XXI w. i zajęto do następnego pochówku.

## Życie prywatne
Żoną Mariana Dzierzbickiego była Barbara Wanda Zaremba - ur. 4 grudnia 1891 w Brześciu Kujawskim, więźniarka łagrów, zm. po długiej i ciężkiej chorobie 27 marca 1954 w Londynie, pochowana na tamtejszym St. Mary’s Cemetery. Z ich małżeństwa narodził się syn i dwie córki. Syn Leszek Stanisław Dzierzbicki – ur. 14 października 1911 w Woli (późniejsza dzielnica Warszawy), ppor. pil. 304 Dywizjonu Bombowego, poległ 24 kwietnia 1942, odznaczony dwukrotnie Krzyżem Walecznych i Medalem Lotniczym. Starsza córka Krystyna – ur. 18 czerwca 1920, podczas II wś zesłana na Syberię, zmarła 1 czerwca 1977 w Detroit. Młodsza córka Teresa Ewa – ur. 25 lipca 1927 we Włocławku, podczas II wś deportowana na Syberię, zmarła 13 września 2014 w Fenton (stan Michigan).

## Ordery i odznaczenia
- Krzyż Walecznych Nr 39408[18][3]
- Medal Niepodległości (13 września 1933)[47]
- Złoty Krzyż Zasługi (19 marca 1936)[47]
- Medal Pamiątkowy za Wojnę 1918–1921 (rozkaz Dowódcy OK X nr 51/28)[47]
- Medal Dziesięciolecia Odzyskanej Niepodległości (rozkaz Dowódcy OK X nr 1/29)[47]
- Brązowy Medal za Długoletnią Służbę (29 kwietnia 1938)[47]
- Medal Zwycięstwa („Médaille Interalliée”) (12 grudnia 1921)[2]
- Odznaka pamiątkowa „Krzyż Kaniowski”